# Айтергофен
Айтергофен (нім. Aiterhofen) — громада в Німеччині, розташована в землі Баварія. Підпорядковується адміністративному округу Нижня Баварія. Входить до складу району Штраубінг-Боген. Центр об'єднання громад Айтергофен.
Площа — 43,11 км2. Населення становить 3426 ос. (станом на 31 грудня 2020).

## Галерея

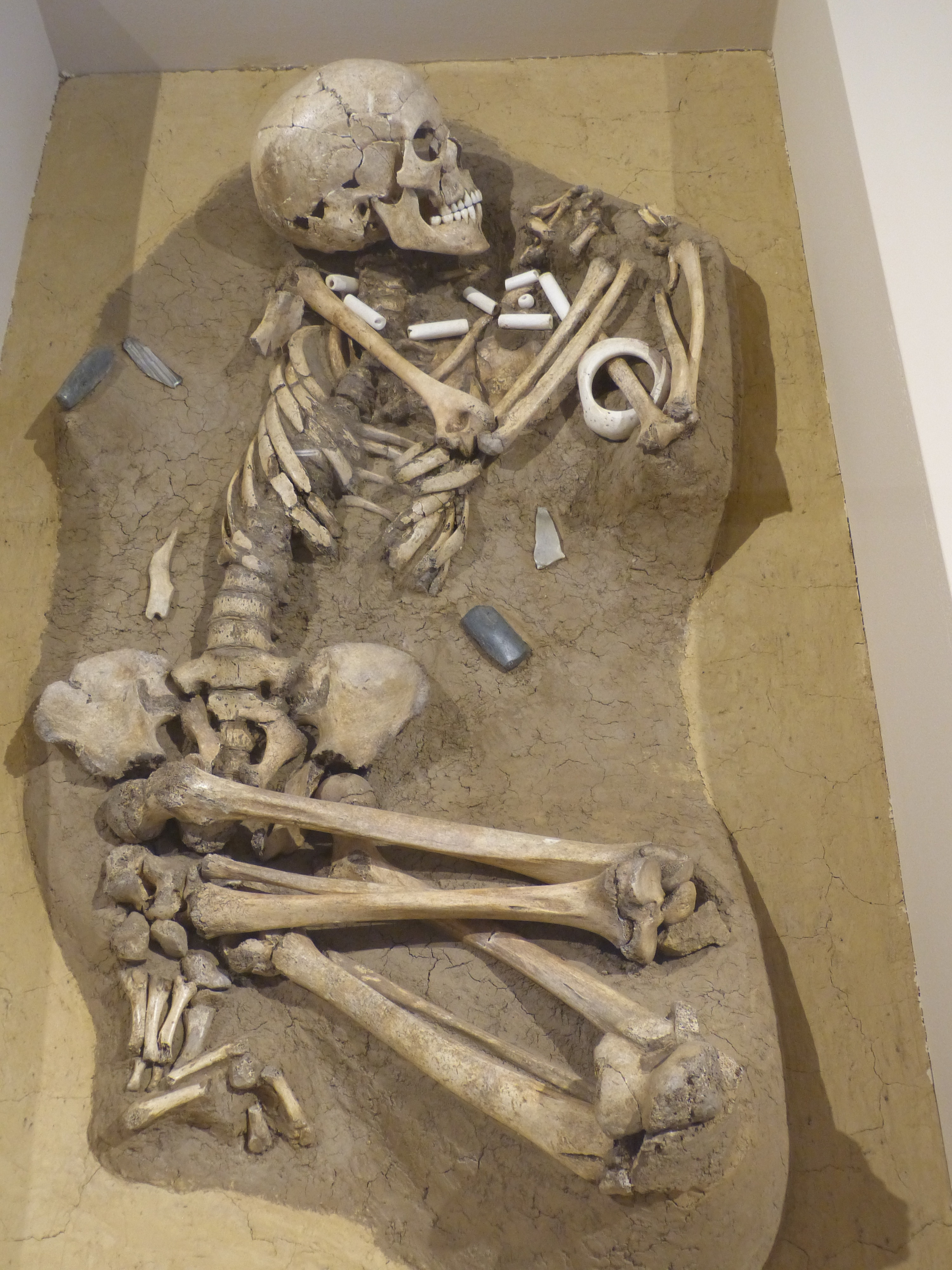
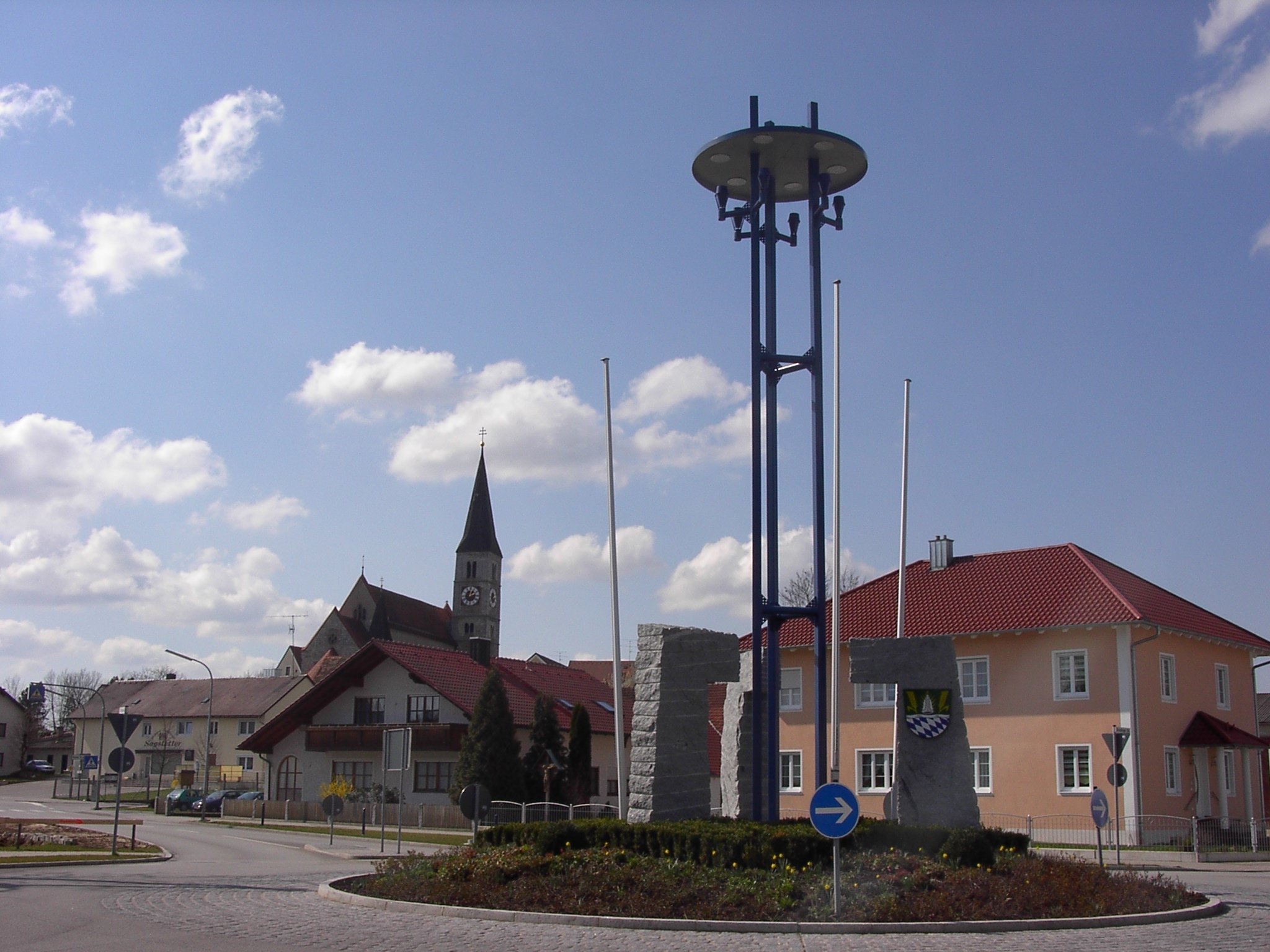
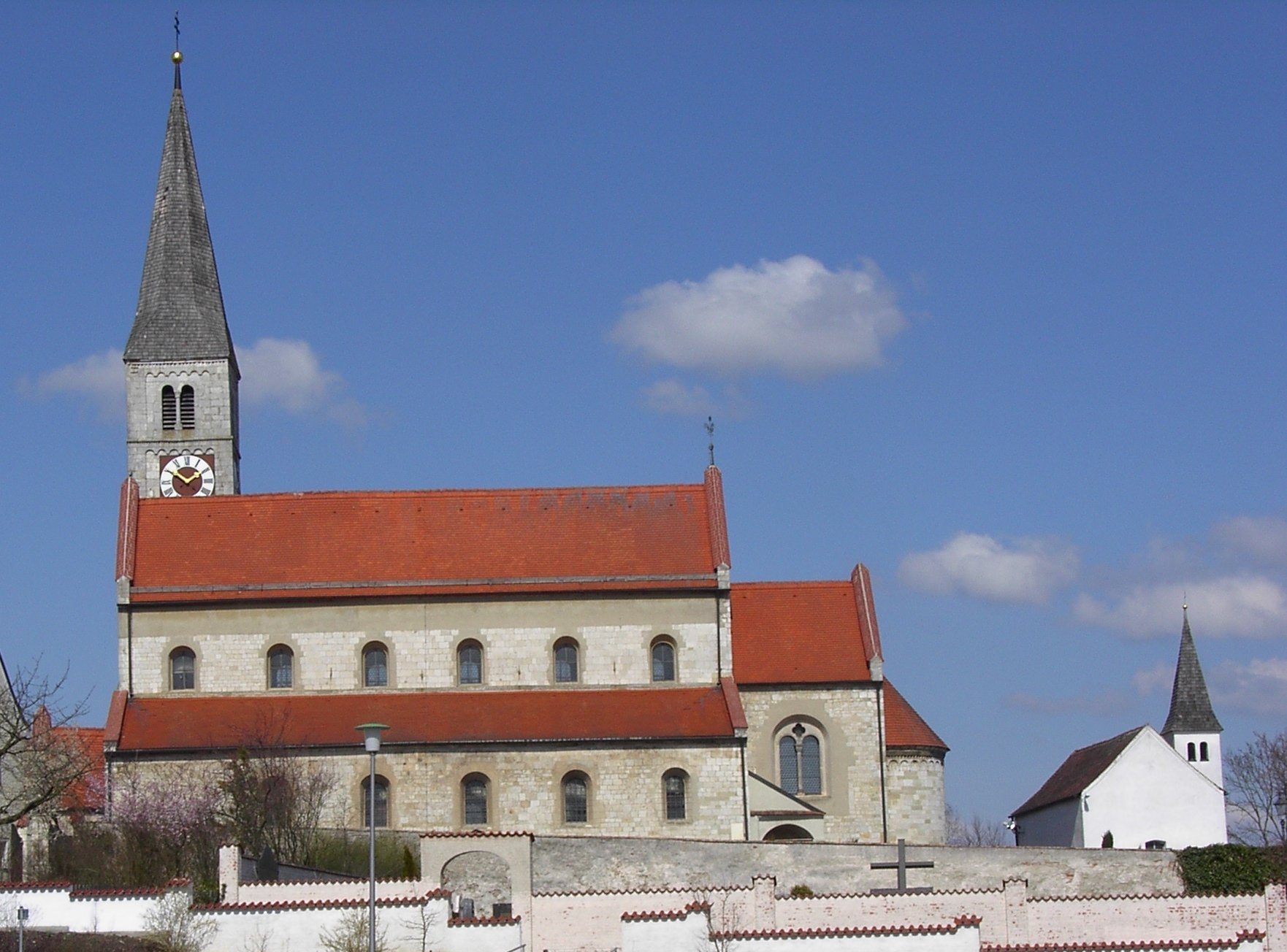